# Portavion

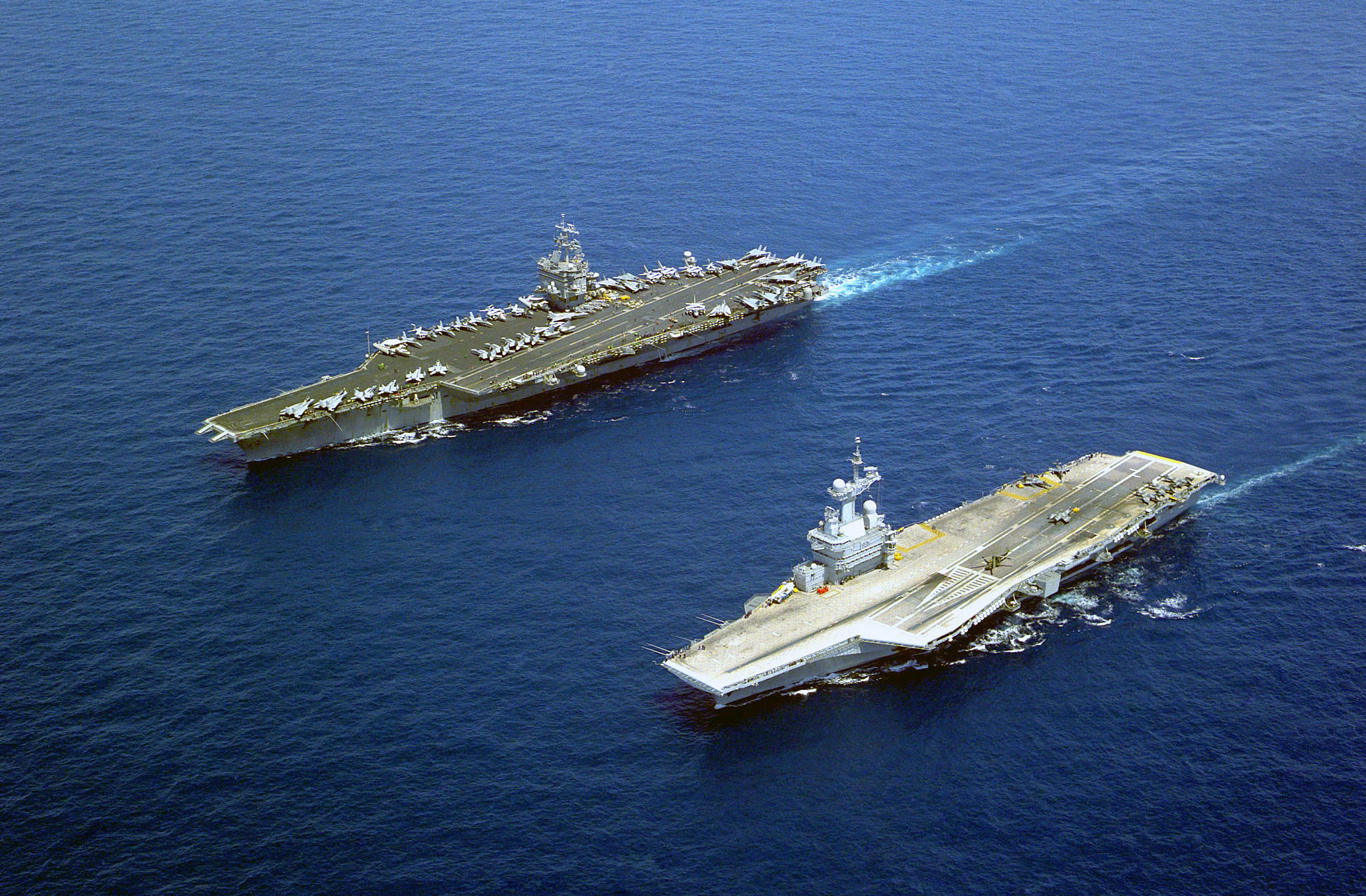
Portavioanele USS Enterprise (marina SUA) şi Charles de Gaulle (marina Franţei)

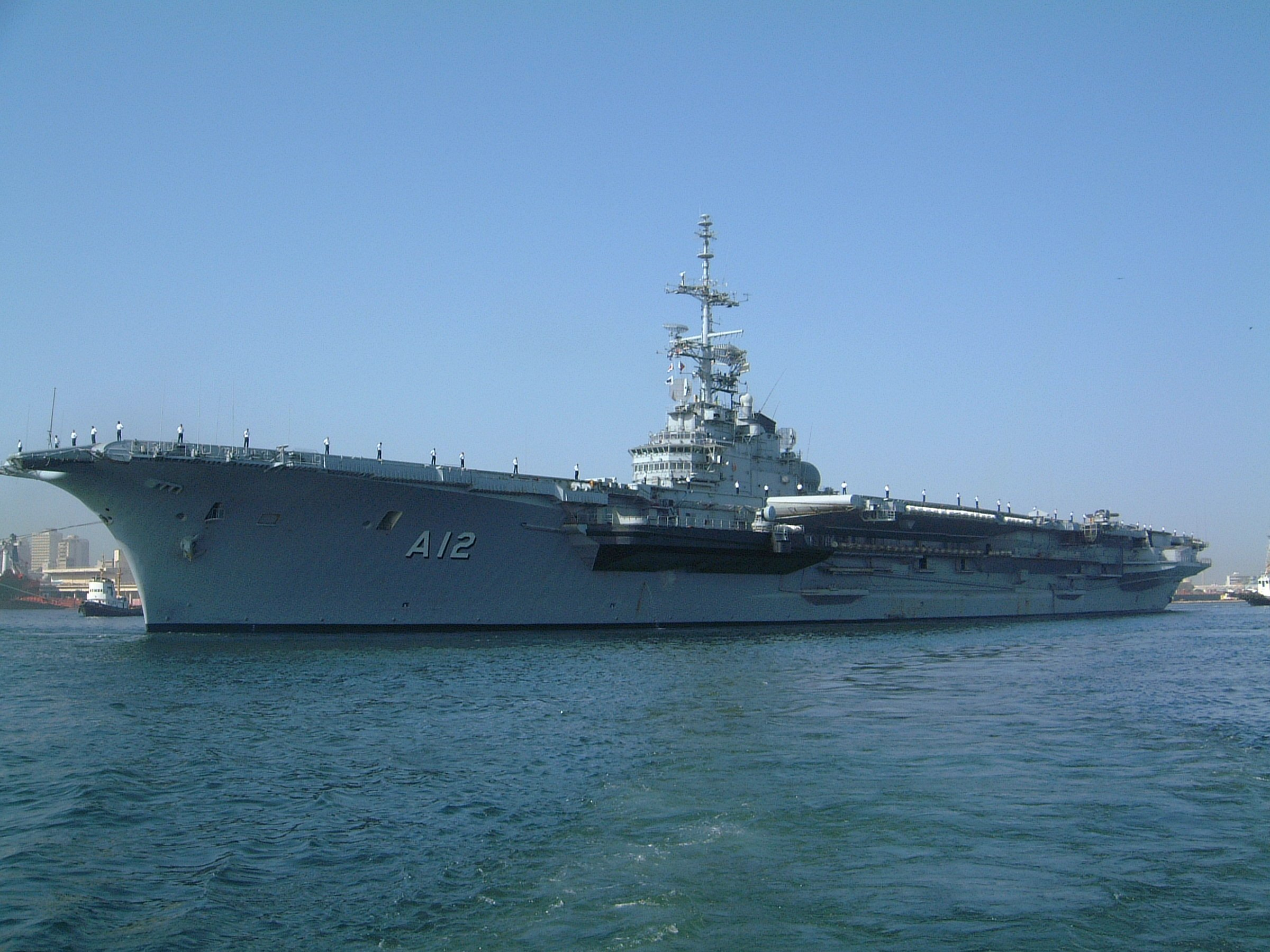
Portavionul São Paulo din dotarea Forțelor Navale Braziliene.

Un portavion este o navă militară specială de dimensiuni foarte mari, dotată cu o punte de pe care aparatele de zbor pot să decoleze și să aterizeze, și având infrastructura necesară pentru a efectua întreținerea și operarea acestor aparate. În cadrul unei flote, portavionul reprezintă nava capitală, fiind extrem de costisitoare și cea mai importantă din punct de vedere militar.

## Portavioane în serviciu activ
Portavioanele sunt în general cele mai mari vase de luptă folosite de o forță navală. În total, 20 de portavioane sunt folosite de 9 țări.
Brazilia (1)
- NAe São Paulo (A12): fostul portavion francez Foch (R99), de 32.800 tone, lansat la apă în 1960. A fost achiziționat în anul 2000.

Franța (1)
- Charles de Gaulle (R 91): portavion cu propulsie nucleară, de 42.000 tone, a intrat în serviciu în anul 2001.

India (1)
- INS Viraat: fostul portavion britanic HMS Hermes (lansat la apă în 1953), de 28.700 tone, achiziționat în 1986 și intrat în serviciul în 1987. Va fi retras din dotare în anul 2019.

Italia (2)
- Giuseppe Garibaldi (551): portavion de 14.000 tone, a intrat în serviciu în anul 1985.
- Cavour (550): portavion de 27.000 tone, a intrat în serviciu în anul 2008.

Rusia (1)

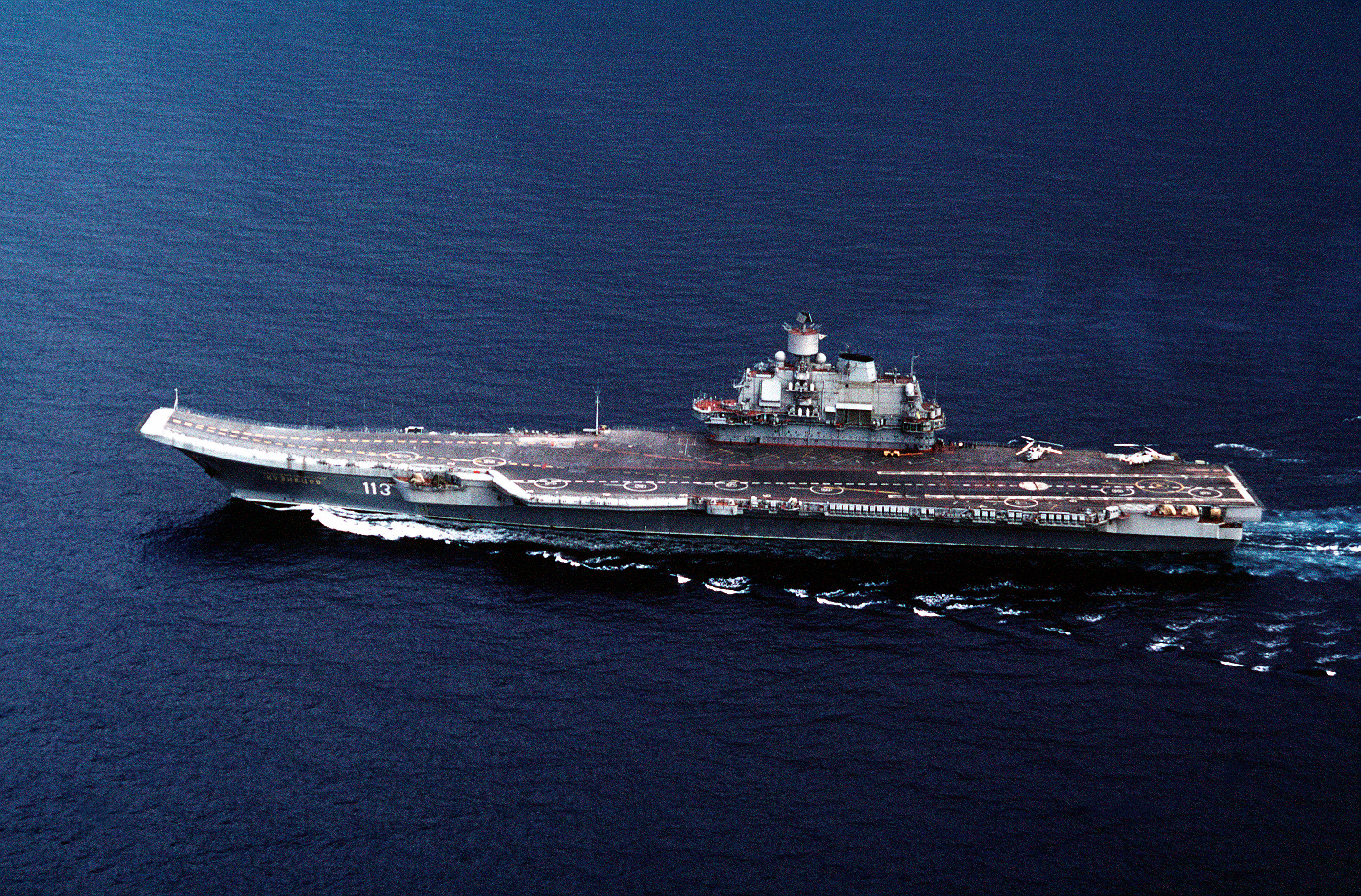
Portavionul Admiral Kuznețov.

- Admiral Kuznețov: portavion de 55.000 tone, lansat la apă în 1985 cu numele Tbilisi, a fost redenumit și a intrat în serviciu în 1995.

Regatul Unit (2)
- HMS Queen Elizabeth: deplasament 80.600 tone, capabil de a opera cu până la 72 avioane F-35 Lightning II[1], a intrat în serviciu în anul 2017[2].
- HMS Prince of Wales: deplasament 80.600 tone, capabil de a opera cu până la 70 avioane F-35 Lightning II[3], a intrat în serviciu în anul 2019[4].

Spania (2)
- Principe de Asturias (R11): portavion de 17.200 tone, a intrat în serviciu în anul 1988.
- Juan Carlos I (L61): portavion de 27.000 tone, lansat la apă în 2008. A intrat în serviciu în septembrie 2010.

Thailanda (1)
- HTMS Chakri Naruebet: portavion de 11.400 tone care are la bază designul portavionului spaniol Principe De Asturias. A intrat în serviciu în anul 1997. Avioanele din dotare au fost retrase din uz în 2006, nava fiind folosită în prezent ca portelicopter.

Statele Unite ale Americii (11)
- USS Enterprise (CVN-65): primul portavion cu propulsie nucleară (93.500 tone). Intrat în serviciu în anul 1961, va fi retras din dotare în 2013.[5] Toate celelalte portavioane ale Statelor Unite ale Americii sunt din clasa Nimitz (peste 100.000 de tone).

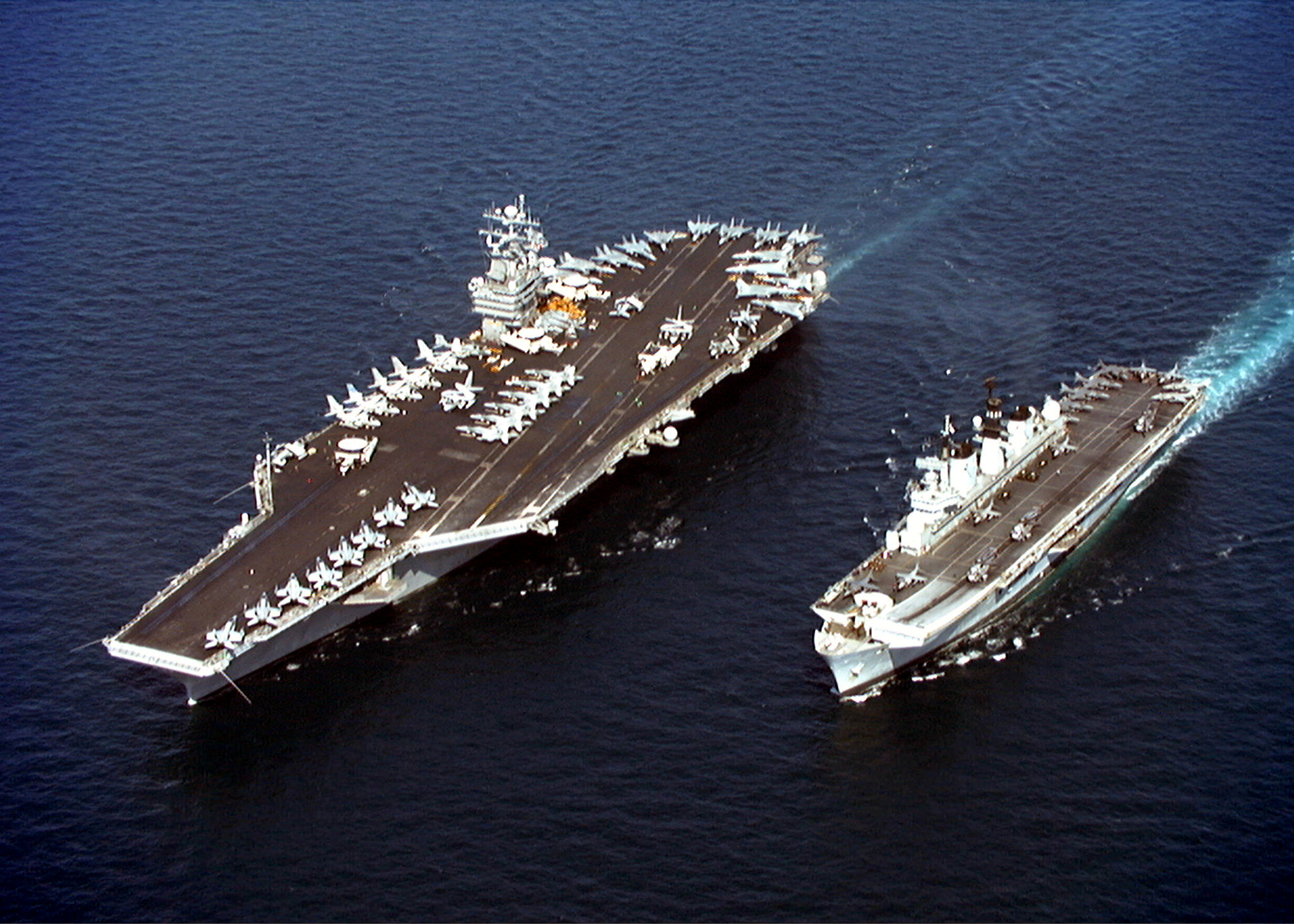
Portavioanele HMS Illustrious (dreapta) și USS John C. Stennis în Golful Persic (1998).

- USS Nimitz (CVN-68): portavion cu propulsie nucleară intrat în serviciu în 1975.
- Dwight D. Eisenhower (CVN-69): portavion cu propulsie nucleară intrat în serviciu în 1977.
- Carl Vinson (CVN-70): portavion cu propulsie nucleară intrat în serviciu în 1982.
- Theodore Roosevelt (CVN-71): portavion cu propulsie nucleară intrat în serviciu în 1986.
- Abraham Lincoln (CVN-72): portavion cu propulsie nucleară intrat în serviciu în 1989.
- George Washington (CVN-73): portavion cu propulsie nucleară intrat în serviciu în 1992.
- John C. Stennis (CVN-74): portavion cu propulsie nucleară intrat în serviciu în 1995.
- Harry S. Truman (CVN-75): portavion cu propulsie nucleară intrat în serviciu în 1998.
- Ronald Reagan (CVN-76): portavion cu propulsie nucleară intrat în serviciu în 2003.
- George H.W. Bush (CVN-77): portavion cu propulsie nucleară intrat în serviciu în 2009.